# Wolf Klinz
Wolf Klinz (ur. 13 września 1941 w Wiedniu) – niemiecki polityk, ekonomista i menedżer, poseł do Parlamentu Europejskiego VI, VII i VIII kadencji.

## Życiorys
Z wykształcenia specjalista ds. handlu, studiował na uczelniach w Paryżu, Madrycie i Berlinie. W Wyższej Szkole Handlu Światowego w Wiedniu w 1965 uzyskał stopień doktora nauk ekonomicznych. Początkowo pracował jako menedżer w przedsiębiorstwach motoryzacyjnych, następnie od 1970 do 1981 był dyrektorem i wspólnikiem w McKinsey & Company. Od lat 80. zajmuje kierownicze stanowiska w spółkach prawa handlowego. Był m.in. dyrektorem firmy VEGLA Vereinigte Glaswerke GmbH i członkiem zarządu szwajcarskiego koncernu Landis & Gyr AG. Od 1982 powoływano go także do szeregu rad nadzorczych.
W latach 2001–2004 pełnił funkcję prezesa Izby Przemysłowo-Handlowej we Frankfurcie nad Menem, zasiadał wówczas w zarządzie Zrzeszenia Niemieckich Izb Przemysłowo-Handlowych (DIHK). Przez rok był wiceprezesem europejskiego stowarzyszenia izb gospodarczych.
W 2004 uzyskał mandat posła do Parlamentu Europejskiego. W wyborach w 2009 skutecznie ubiegał się o reelekcję. Zasiadł w grupie Porozumienia Liberałów i Demokratów na rzecz Europy oraz w Komisji Gospodarczej i Monetarnej. W Europarlamencie zasiadał do 2014, powrócił do niego w trakcie VIII kadencji w listopadzie 2017.